# エルブール

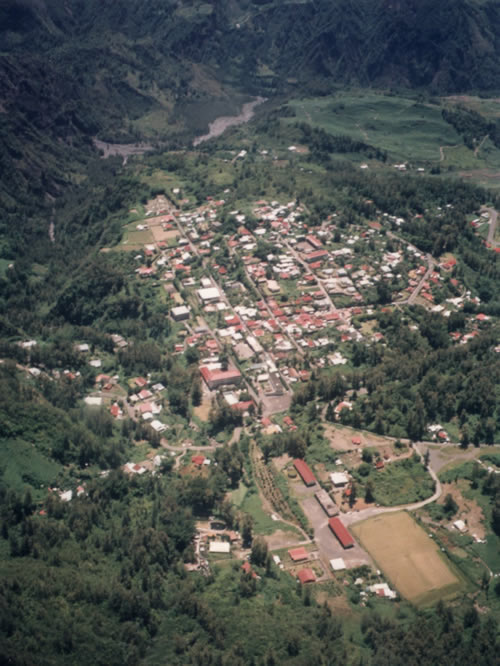
空から見たエルブール

エルブール(Hell-Bourg)はレユニオンのサラジーというコミューンの中の村である。アンシェンの足下にある。19世紀中頃の島の総督アンヌ・クレティアン・ルイ・ド・エルにちなんで名付けられた。
フランスの最も美しい村の一つである。
この村には19世紀後半に裕福な大農園主や商人によって温泉の近くに建てられた家がたくさんある。断崖に突き出した竹林に取り囲まれた飾りの多い墓地がとりわけ風変わりである。

## エルブールの温泉の歴史
1832年野生の山羊を狩っていた人がエルブールの台地とイレ・ア・ヴィドーの間に治療効果のある温泉を見つけ、これがすぐ有名になった。湯治客がやってきてわら小屋に住み始めた。1842年までにだんだん村のまわりに温泉ができていった。村はサラジーの中で特別な地域になったが住民の希望にもかかわらず行政上は村のままだった。温泉の流量は毎秒1.1リットルと限られており、ミネラルも少なかったのだが1875年に温泉の協会は絶頂を迎えた。島の沿岸部の裕福な階級は温泉に惹かれてやってきたがサラジーの涼しい気候も気に入った。少しずつ上流社会ができていった。人々は別荘やカジノを建てた。そのせいでクレオールの住居は凝った造りになった。温泉の源まで道がつけられた。この当時のブルジョワが温泉に通う方法は駕籠だったが、地形の凹凸が激しくラ・マレからプール・ドーまでの坂道ができるとすぐに使われなくなった。
1948年以降エルブールに通ってくる人はめっきり減ってしまった。その理由は源泉の温度やミネラル分が減ったことやシアロにも温泉ができて競合したためであった。さらに1948年のサイクロンで源泉の上に地滑りが発生したのである。

## みどころ

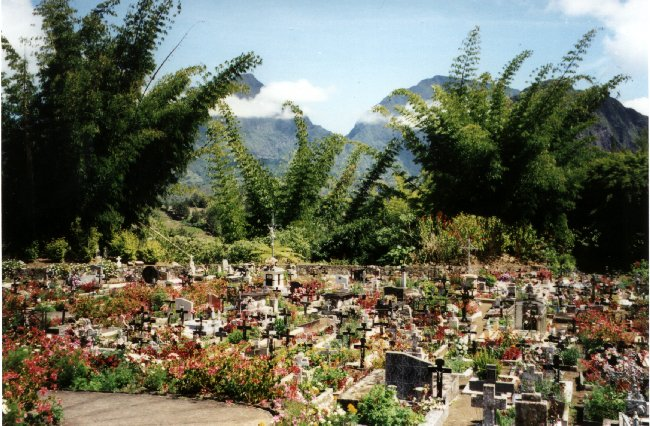
花に囲まれた墓地

家のほかには墓地も特徴がある。墓は地面に直に作られているので自然の草花で飾られている。このこともフランスの最も美しい村に選ばれる理由になった。